# Peintres de l'Alföld
Les Peintres de l'Alföld (en hongrois : Alföldi festők) ou l'École de l'Alföld (en hongrois : Alföldi iskola) était un groupe d'artistes hongrois ayant fonctionné pendant la première moitié du XXe siècle dans plusieurs villes de l'Alföld : Hódmezővásárhely, Szentes, Baja, Debrecen ou encore dans la colonie de peintres de Szolnok. Inspirés par la colonie de peintres de Nagybánya et le travail de Mihály Munkácsy, la contribution principale de ce groupe réside dans l'exploitation de la peinture en plein air. Leurs principaux représentants sont Béla Endre, János Tornyai, István Nagy, József Koszta, Gyula Rudnay, László Holló mais surtout László Mednyánszky.

## Galerie photographique

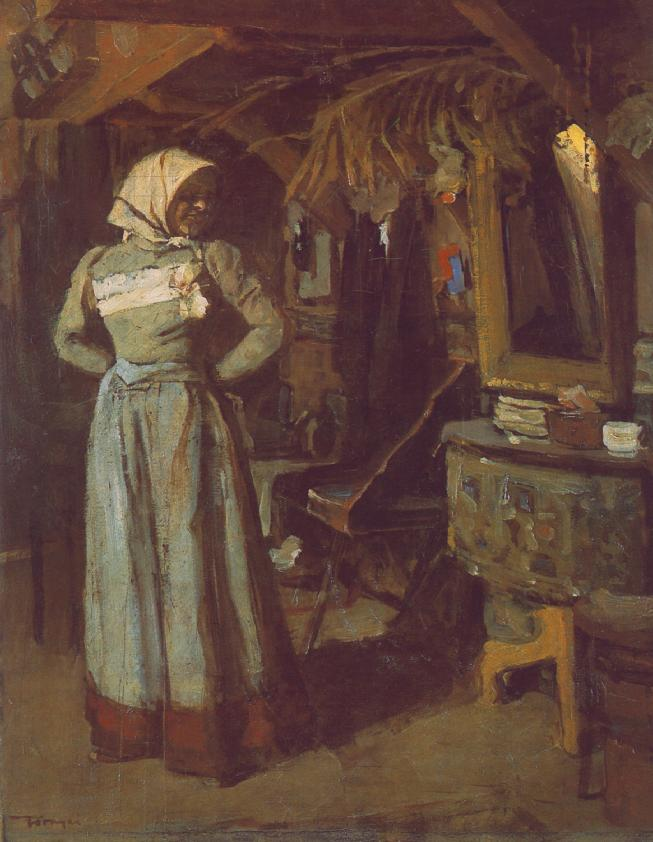
János Tornyai, Jeune femme dans l'atelier (1904)
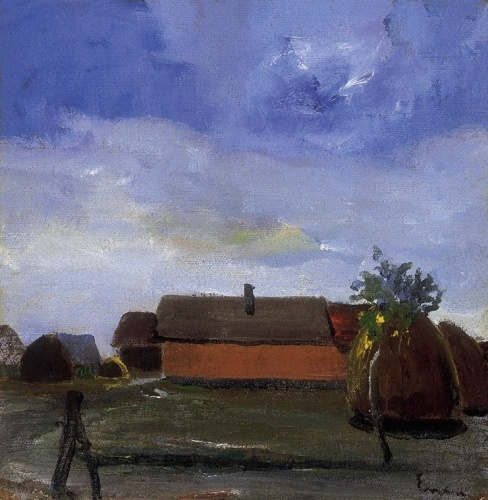
Béla Endre, Alföldi tanya